# Refresh (альбом)
Refresh — третий мини-альбом южнокорейской гёрл-группы CLC. Был выпущен 29 февраля 2016 года лейблом Cube Entertainment при поддержке CJ E&M Music.

## Предпосылки и релиз
В начале 2016 года стало известно, что CLC выпустят мини-альбом с двумя новыми участницами — Элки и Ынбин, участницы реалити-шоу «Подготовка 101». Из-за своего участия в шоу Ынбин не могла продвигаться с группой до тех пор, пока её не исключили.
Refresh был выпущен в полночь 29 февраля на всех музыкальных платформах.

## Видеоклип
29 февраля, в день выхода альбома была выпущена короткая версия видеоклипа «High Heels», где присутствовала Элки, но не было Ынбин. Полноценная версия была выпущена 20 марта.

## Промоушен
Промоушен стартовал с выступления на M!Countdown 3 марта. В дальнейшем CLC выступали на Music Core, Inkigayo и других музыкальных шоу.

## Список композиций
| №                   | Название                                   | Текст песни             | Музыка                               | Аранжировка             | Длительность |
| ------------------- | ------------------------------------------ | ----------------------- | ------------------------------------ | ----------------------- | ------------ |
| 1.                  | «High Heels» (예뻐지게; Yeppeojige)        | Но Чжун Хван, Iggy      | Ли Хён Сын, DOM                      | Ли Хён Сын, DOM, Чжинхо | 3:24         |
| 2.                  | «Refresh»                                  | GHIGH, GDLO (Mono Tree) | GHIGH, GDLO, Чхве Ён Кён (Mono Tree) | GHIGH, GDLO (Mono Tree) | 3:26         |
| 3.                  | «Yaya (Say Bye to Solo)»                   | Big Sancho              | Big Sancho                           | Big Sancho              | 3:13         |
| 4.                  | «Friend Lover Zone» (오빠친구; Oppachingu) | Ильхун                  | Ferdy, Адам Каллинг, Элис Гернанот   | Ferdy, Адам Каллинг     | 3:25         |
| 5.                  | «Eighteen»                                 | Ким Чжон У              | Ким Чжон У                           | Ким Чжон У, Сон Чжи Хон | 3:29         |
| Общая длительность: | Общая длительность:                        | Общая длительность:     | Общая длительность:                  | Общая длительность:     | 16:57        |

## Продажи и сертификации
| Страна           | Продажи |
| ---------------- | ------- |
| Республика Корея | 2,644   |

## Позиции в чартах
| Чарт (2016)      | Позиция в чарте |
| ---------------- | --------------- |
| Gaon Album Chart | 6               |